# Гецко Іван Михайлович
Іван Михайлович Гецко́ (* 6 квітня 1968, Дніпропетровськ, Українська РСР, СРСР) — радянський і український футболіст та тренер. Виступав за збірні СРСР і України. Автор першого забитого м'яча в історії збірної України (у грі з командою Угорщини, 1992 рік). Один з найрезультативніших нападників за всі чемпіонати України — 67 голів. Увійшов до символічної збірної команди «Карпати» (Львів) періоду незалежності.

## Життєпис
Батько майбутнього футболіста теж був спортсменом — грав у футбол на любительському рівні. Зокрема, у 1973 р. він, у складі команди «Механізатор» (Іршава), виграв турнір серед чемпіонів республіканських ДСТ (добровільних спортивних товариств) з футболу.
Вихованець ДСШ (дитячої спортивної школи) у місті Іршава Закарпатської області. Перший тренер — Андрій Уйгелі. Потім вчився у львівському спортінтернаті (теперішнє Львівське училище фізичної культури), де його тренував Ярослав Луцишин.
Іван народився у Дніпропетровську та у ранньому віці сім'я переїхала до Закарпаття. Батько  славився своїм хорошим ударом і син ще з також дитинства намагався виробити сильний і точний удар — згодом майбутній нападник відзначався своїм умінням виконувати штрафні удари. Першим дорослим колективом для Гецка стало ужгородське «Закарпаття» — команда другої ліги СРСР, куди футболіста запросили у 1986 році. У 1988 році проходив військову службу у армійських командах «Зірка» (Бердичів) та СКА «Карпати» (Львів).
Після повернення до Закарпаття гравцем почали цікавитися сильні колективи — зокрема запрошував «Шахтар» (Донецьк) і сторони навіть попередньо все узгодили, але навесні 1989 року до Ужгорода прибув один з тренерів одеситів Володимир Плоскіна і врешті-решт нападник віддав перевагу одеському «Чорноморцю». Одеська команда в кін. 80-х — поч. 90-х років зібрала пристойний колектив (Юрій Нікіфоров, Ілля Цимбалар, Дмитро Парфьонов), який під керівництвом Віктора Прокопенка виграв Кубок Федерації футболу СРСР 1990 року, фінішував четвертим у чемпіонаті СРСР 1991 року та виграв Кубок України сезонів 1992 та 1993/94.
У 1990 році отримав запрошення до збірної СРСР. За неї Гецко провів 5 ігор. Також нападник увійшов до історії як автор першого забитого м'яча збірної України. У дебютній грі «синьо-жовтих» проти Угорщини він вийшов на заміну наприкінці матчу і забив єдиний гол українців — на 90 хв., ударом зі штрафного (у підсумку угорці перемогли 3:1).
Після проголошення незалежності зіграв у першому чемпіонаті України (1992 рік) і поїхав за кордон — до ізраїльського «Маккабі» Хайфа. Там Гецко здобув чемпіонство і виграв Кубок Ізраїлю. За ізраїльський клуб тоді виступало кілька вихідців з колишнього СРСР (наприклад, Віктор Чанов і Сергій Кандауров), а одним з тренерів був Андрій Баль. Проте після двох успішних сезонів у клубі почалися проблеми з грошима і нападника вирішили продати: Іван Гецко їздив на оглядини до «Серветту» (Швейцарія) та англійського «Портсмута». Клуби не змогли дійти згоди щодо ціни трансферу і Гецко, відсудивши у керівництва «Маккабі» заборгованість у зарплаті, вирушив до вищолігового «Локомотива» з Нижнього Новгороду. Там нападник провів неповні 2 сезони, став гравцем основи і регулярно забивав (усього 18 м'ячів), потім ненадовго перейшов до «Аланії». У 1997 році повернувся до українського чемпіонату — у «Дніпро».
Вдалими для футболіста стали сезони у львівських «Карпатах» — у 1998 році зелено-білі здобули «бронзу» чемпіонату України. Наступного року команда посіла четверте місце, а Гецко забив 16 голів у першості країни і посів 2-е місце у суперечці бомбардирів — динамівець Андрій Шевченко забив на 2 голи більше. У підсумку нападник провів у лавах «Карпат» 29 голів, ставши другим найкращим голеадором львів'ян у всіх чемпіонатах України.
У 2000-2001 рр. виступав за «Кривбас», восени 2000 року знову став другим найкращим голеадором вищої ліги — 19 голів (динамівець Максим Шацьких забив тільки на 1 гол більше). Закінчив кар'єру у харківському «Металісті» — 23 липня 2001 року гравець потрапив у автомобільну аварію, пережив реанімацію та кілька операцій і вирішив закінчити виступи на найвищому рівні.
Від 2003 до 2007 року тренував любительський клуб «Сигнал» (Одеса) — місцеву міліцейську команду, з якою їздив і на міжнародні турніри. Саме із «Сигналу» прийшов до «Чорноморця» півзахисник Рінар Валєєв (1987 р.н.). З 2007 року Іван Гецко — тренер селекціонер «Чорноморця».
Любить рибальство. Син, Роман Гецко — футболіст першолігового «Дністра» (Овідіополь).

## Титули та досягнення
- Кубок Федерації футболу СРСР: 1990
- Кубок України: 1992
- Кубок Ізраїлю: 1993
- Чемпіон Ізраїлю: 1994

## Цікаві факти
- Автор першого хет-трику у вищій лізі України: 4 квітня 1992 у матчі «Чорноморець» — «Нива» Вінниця (6:0) [4].
- Іван Гецко — єдиний футболіст, який двічі забив по 4 голи (т. зв. «покер» або «каре» — існують різні назви) в іграх чемпіонату України. Цікаво, що сталося це протягом одного чемпіонату — 1999/00 у складі двох різних команд («Карпати» і «Кривбас»)[5].
- Автор найшвидшого покера (каре) в першостях України — 4 голи за 26 хвилин (61, 63, 66, 87) у грі «Карпати» — «Дніпро» (4:0) 29 серпня 1999 року[5].
- Член Клубу бомбардирів Олега Блохіна — 151 гол.
- Автор першого голу збірної України з футболу[6].